# يوسف عيسى حليم
يوسف عيسى حليم (بالرومانية: Yusuf Isa Halim)‏ هو لغوي وشاعر روماني، ولد في 1894 في تشيوكيرليا في رومانيا، وتوفي في 1982 في مجيدية في رومانيا.